# Batăr (Bihor)
Pour les articles homonymes, voir Batar.
Batăr (Feketebátor en hongrois) est une commune roumaine du județ de Bihor, en Transylvanie, dans la région historique de la Crișana et dans la région de développement Nord-Ouest.

## Géographie
La commune de Batăr est située dans le sud du județ, à la limite avec le județ d'Arad, sur les deux rives du Crișul Negru, dans la plaine de Salonta, à 14 km au sud-est de Salonta et à 60 km au sud d'Oradea, le chef-lieu du județ.
La municipalité est composée des quatre villages suivants, nom hongrois, (population en 2002) :
- Arpășel, Árpád (890) ;
- Batăr, Feketebátor (1 686), siège nde la commune ;
- Talpoș, Talpas (1 701) ;
- Tăut, Feketót (945).

## Histoire
La première mention écrite du village de Batăr date de 1177.
La commune, qui appartenait au royaume de Hongrie, en a donc suivi l'histoire.
Après le compromis de 1867 entre Autrichiens et Hongrois de l'empire d'Autriche, la principauté de Transylvanie disparaît et, en 1876, le royaume de Hongrie est partagé en comitats. Batăr intègre le comitat de Bihar (Bihar vármegye) et le district rural de Tenke. Cependant, le village d'Arpașel faisait partie du district de Nagyszalonta et le village de Talpoș appartenait lui au comitat de Arad, district de Kisjenő.
À la fin de la Première Guerre mondiale, l'Empire austro-hongrois disparaît et la commune rejoint la Grande Roumanie au traité de Trianon.
En 1940, à la suite du deuxième arbitrage de Vienne, elle est annexée par la Hongrie jusqu'en 1944, période durant laquelle sa communauté juive est exterminée par les nazis. Elle réintègre la Roumanie après la Seconde Guerre mondiale au traité de Paris en 1947.

## Politique
| Période                                  | Période  | Identité        | Étiquette | Qualité |
| ---------------------------------------- | -------- | --------------- | --------- | ------- |
| Les données manquantes sont à compléter. |          |                 |           |         |
| 2008                                     | 2012     | Gheorghe Bondar | PDL       |         |
| 2012                                     | En cours | Ioan Mughiuruş  | PSD       |         |

| Parti | Parti                                      | Sièges |
| ----- | ------------------------------------------ | ------ |
|       | Parti national libéral (PNL)               | 3      |
|       | Parti social-démocrate (PSD)               | 8      |
|       | Alliance des libéraux et démocrates (ALDE) | 2      |
|       | Union démocrate magyare de Roumanie (UDMR) | 2      |

## Religions
En 2002, la composition religieuse de la commune était la suivante :
- Chrétiens orthodoxes, 55,70 % ;
- Baptistes, 18,01 % ;
- Réformés, 13,71 % ;
- Pentecôtistes, 10,20 % ;
- Adventistes du septième jour, 0,86 % ;
- Catholiques romains, 0,82 % ;
- Grecs-Catholiques, 0,21 %.

## Démographie
À l'heure actuelle, les villages de Batăr, Talpoș et Tăut sont à majorité roumaine tandis que le village d'Arpășel a une majorité hongroise. La communauté tsigane est installée à parts égales dans les villages de Batăr et Talpoș.
En 1910, à l'époque austro-hongroise, la commune comptait 5 060 Roumains (66,75 %), 2 427 Hongrois (32,01 %) et 23 Allemands (%),.
En 1930, on dénombrait 5 244 Roumains (69,97 %), 2 018 Hongrois (26,92 %), 177 Roms (2,36 %), 39 Juifs (0,52 %) et 8 Allemands (0,11 %).
En 1956, après la Seconde Guerre mondiale, 5 698 Roumains (78,40 %) côtoyaient 1 552 Hongrois (21,35 %).
En 2002, la commune comptait 3 292 Roumains (63,04 %), 1 138 Roms (21,79 %) et 788 Hongrois (15,09 %). On comptait à cette date 1 765 ménages et 1 875 logements.
| 1880  | 1890  | 1900  | 1910  | 1920  | 1930  | 1941  | 1956  | 1966  |
| ----- | ----- | ----- | ----- | ----- | ----- | ----- | ----- | ----- |
| 6 229 | 6 947 | 7 729 | 7 581 | 7 368 | 7 495 | 7 568 | 7 268 | 6 851 |

| 1977  | 1992  | 2002  | 2007  | - | - | - | - | - |
| ----- | ----- | ----- | ----- | - | - | - | - | - |
| 6 112 | 5 364 | 5 222 | 5 173 | - | - | - | - | - |

## Économie
L'économie de la commune repose sur l'agriculture et l'élevage.

## Communications

### Routes
Batăr est desservie par plusieurs routes régionales. La DJ709 conduit au sud vers Talpoș et le județ de Arad et au nord-ouest vers Arpășel et Salonta. La DJ709E mène vers Arpășel et Ciumeghiu tandis que la DJ709A se dirige vers Tăut, Tinca et Cociuba Mare.

## Lieux et monuments

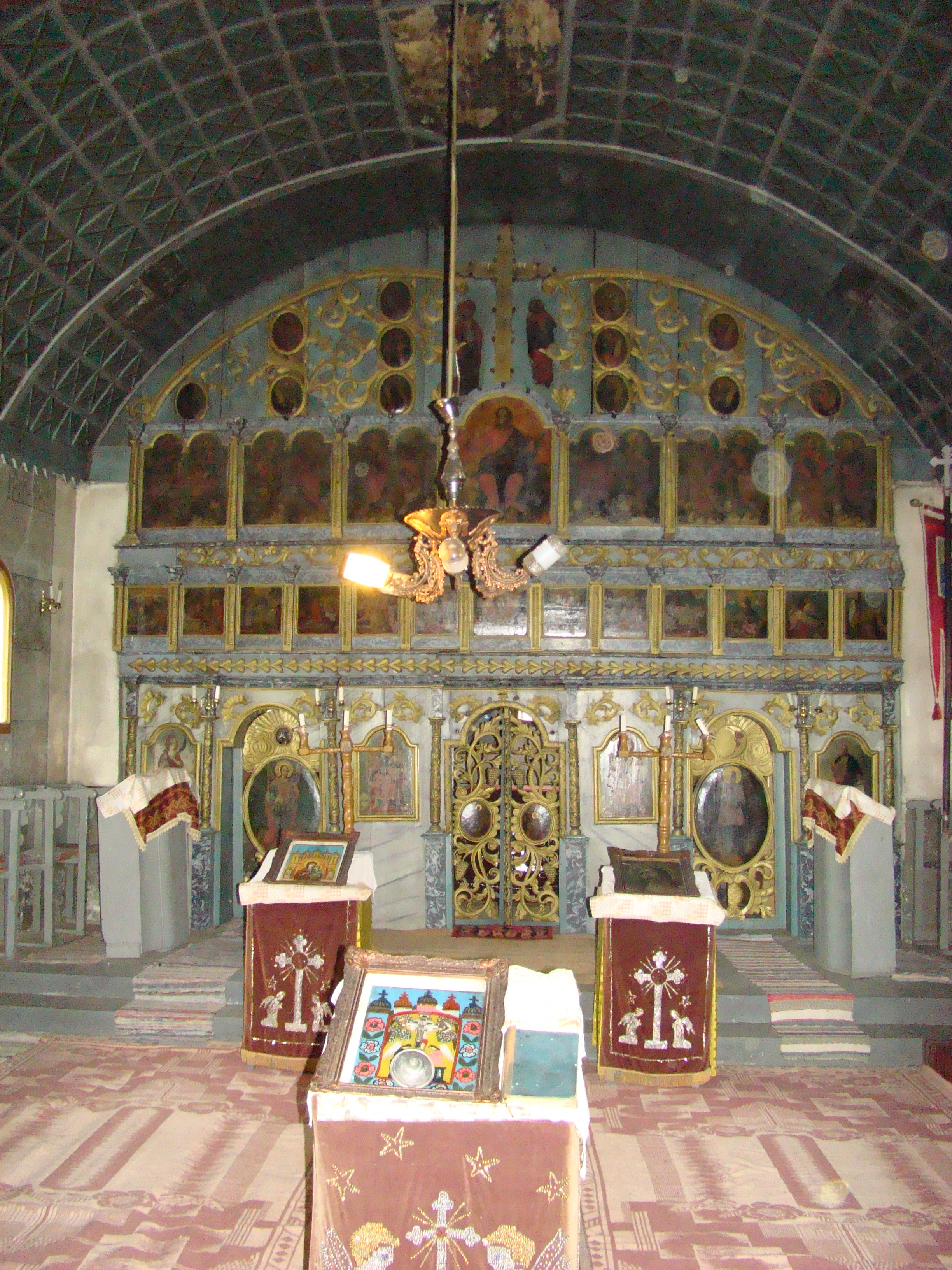
L'iconostase de l'église St Georges de Tăut

- Batăr, église turque, ancienne résidence nobiliaire fortifiée des XVe et XVIe siècles[7] ;
- Batăr, église orthodoxe datant de 1894[8] ;
- Arpășel, châteaux Beöthy et Moskovits[7] ;
- Tăut, église orthodoxe en bois St Georges datant de 1789, classée monument historique[8] ;
- Talpoș, église orthodoxe datant de 1913[8].